# Зульфікар Алі-хан
Зульфікар Алі-хан (урду ذو الفقار خان نصرت جنگ; нар. 1657 — 1713) — 1-й наваб Аркоту у 1692—1713 роках, військовий і державний діяч Імперії Великих Моголів.

## Життєпис

### Військова діяльність
Походив зі знатного могольського роду. Син вазіра Асад-хана та Мехр-ун-Ніси-бегум (доньки Асаф-хана IV). Народився 1657 року, отримавши ім'я Мухаммад Ісмаїл. Замолоду одружився з дочкою бенгальського губернатора Шаїста-хана (сина Асаф-хана III).
З середини 1670-х років разом з батьком брав участь у військових кампаніях падишаха Аурангзеба з підкорення султанатів Голконда і Біджапур, маратхських чхатрапаті Шиваджі і Самбхаджі. Дослужився до титулу ітікад-хана.
1689 року очолив напад на фортецю Райгарх, де перебував малолітній чхатрапаті Раджарам. Але того родичі відправили до фортеці Пратапгарх через Кавля-Гат, звідки він утік до форту Ґінджі. За захоплення Райгарх та столиці разом з усіма скарбами та державним реліквіям маратхів Сатари Мухаммаду Ісмаїлу було надано титул Зульфікар-хана(значить «володар меча»), під яким він надалі був відомий.
У квітні 1690 року він зайняв важливу фортецю Панхала. Після цього відправлений на завоювання фортеці Ґінджі. Тримав його в облозі до 1695 року, але не зміг захопити через конфлікт зі співкомандувачем шахзаде Мухаммад Кам Бахшем. Під час облоги отримав 1692 року почесний титул наваба.

### Володар Аркоту
Зульфікар-хан уклав перемир'я і перекинув частину військ до Мадрасу, а сам переїхав до Вандавасі. Тут уклав союз з Еліу Єлєм, англійським губернатором Мадрасу, відповідно до якого в обмін на військову допомогу Англійська Ост-Індська компанія отримала каул (дозвіл) від вазира Асад-хана, що підтверджує чинні британські факторії у Мадрасі, Масуліпатнамі, Мадаполламі, Візагапатамі, Форті Сент-Девід, Куддалор і Порто-Ново та надання нових дозволів в Егморі, Пурасавалкамі та Тондіарпеті. Втім англійці не виконали частину своєї угоди, тому Зульфікар-хан рушив на зустріч військам та провізії, відправлених падишахом.
Невдовзі завдав поразки Шахуджі I Бхонсле, маграджи Тханджавуру, який визнав зверхністьм огольського падишаха та сплатив данину. За цим знову взяв в облогу Ґінджі. Завдав поразки маратхам на чолі з Сантаджі Горпаде. 1697 року чхатрапаті Раджарам втік до Веллоре, а січні 1698 року фортецю було захоплено. За цей успіх Зульфакар-хан отримав почесний титул нусрат-джанг.
Невдовзі за цим в битві на річці Годаварі завдав поразки Раджараму, що перед тим здійснив грабіжницький напад на володіння імперії. За цим неодноразово переміг маратхського командувача Дханаджі Джадхава та витіснив ворожі війська з південно-східного Індостану. 1703 року посаду наваба Аркота отримав його помічник Дауд Хан. 1704 року брав участь в облозі Вагінгери (під владою династії Бедарів), яку очолював власне падишах.

### Великий візир
1707 року після смерті Аурангзеба підтримав його сина Мухаммада Муаззама. що став новим падишаха. Призначається аміром-уль-умарою та субадаром Декану. При цьому Зульфікар Алі-хан на новій посаді фактично керував усіма набобами і субадарами на півдні імперії.
1712 року допоміг Джахандар-шаху посісти трон. За це отримав посаду візір-е-азама (першого візира), фактично зосередивши усю владу в імперії в своїх руках. Намагався приборкати Мухаммада Саадатула-хана, що оголосив незалежність Аркоту. Цьому завадило повстання Фарук-сіяра. 10 січня імперське військо зазнало поразки в битві при Агрі. Зульфікар Алі-хан потрапив у полон, де був задушений.